# Bang Bang Kid
Bang Bang Kid ist ein in Koproduktion mit den USA entstandener Italowestern, der satirische Elemente beinhaltet. Der von Giorgio Gentili und Stanley Prager inszenierte Film erlebte seine deutsche Erstaufführung erst 1999 bei DF1.

## Inhalt
Die Stadt Limerick wird von Bear Bullock und seinem Pistolero Killer Kossick kontrolliert, die ein schreckliches Regiment führen. Nachdem eine Reihe angeheuerter Schützen den Terror nicht brechen konnten, kommt der sanfte Meriwether P. Newberry in die Stadt, der einen schießenden Roboter namens „Bang Bang Kid“ erfunden hat. Mit der Hilfe dieses Blechmannes wollen die Städter die mittelalterliche Herrschaft von Bullock, der auch eine Burg aus Europa hat importieren lassen, um darauf zu leben, brechen. Leider versagt der Roboter kurz vor dem finalen Showdown, woraufhin Newberry sich wie der Roboter anzieht und alleine zum Duell geht. Dieses Verhalten führt den Städtern ihre Feigheit vor Augen, die sie nun überwinden. Alle zusammen verjagen Bullock und seine Leute aus der Gegend.

## Kritik
„Mäßig unterhaltsame Western-Parodie, vor allem die kurzen Szenen, in denen Elemente des Ritterfilms eingefügt sind, wirken störend.“

„Das Drehbuch des Films ist ziemlich tödlich.[…] Ein Kuddelmuddel.“

## Sonstiges
- Christian Keßler merkt an, dass die Anfangsszenen mit den Pistoleros sowie die Szenen mit Priester Umberto Raho nachgedreht wurden, da die Laufzeit des Filmes bis dahin zu kurz war.